# Volvo V40 (1995)
Volvo V40 – samochód osobowy klasy kompaktowej produkowany przez szwedzką markę Volvo w latach 1995 – 2004.

## Historia i opis modelu

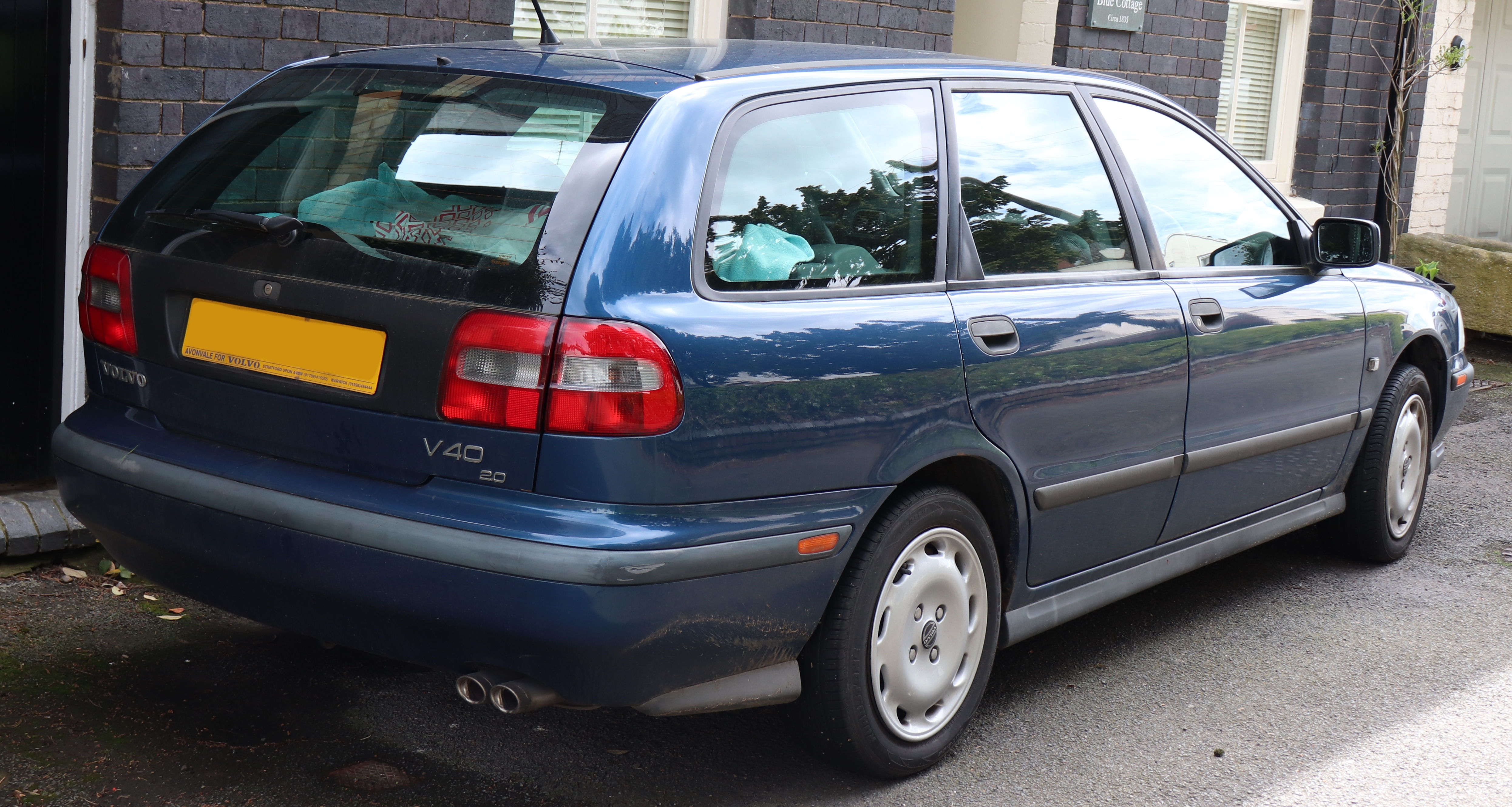
Volvo V40 - tył

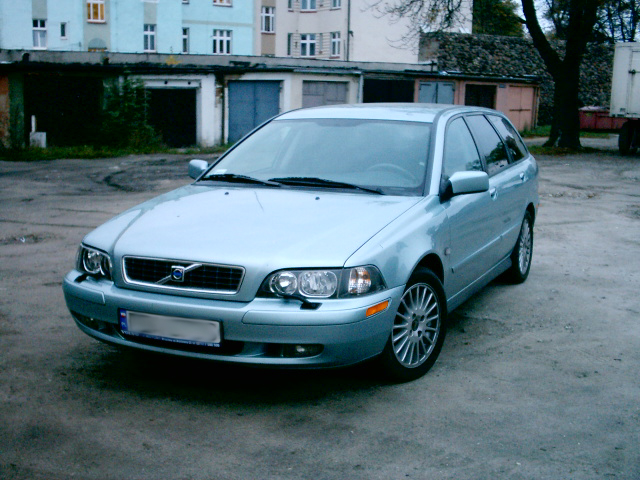
Volvo V40 po liftingu

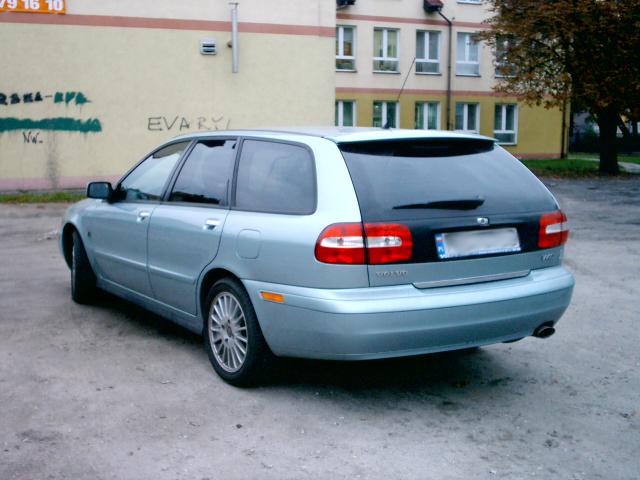
Volvo V40 – tył po liftingu

Samochód został zbudowany na płycie podłogowej Mitsubishi Carisma. W 1999 roku wraz z modelem S40 pojazd przeszedł face lifting. Zmieniono m.in. delikatnie stylizację oraz wprowadzono kilka modyfikacji technicznych, m.in. bezpośredni wtrysk paliwa w silnikach wysokoprężnych, większe tarcze hamulcowe oraz zmieniono układ kierowniczy i zawieszenie, a także wprowadzono nowe jednostki napędowe.

### Wyposażenie
Samochód wyposażony mógł być m.in. w klimatyzację, elektryczne sterowanie szyb, elektryczne sterowanie lusterek, komputer pokładowy, tempomat, radio CD, reflektory ksenonowe podgrzewane fotele, webasto, zmieniarkę CD oraz szyberdach.

### Silniki
| Silnik                | Pojemność skokowa [cm³] | Typ silnika        | Moc maksymalna [KM] przy obr./min | Maks. moment obrotowy [Nm] przy obr./min | Przyspieszenie 0-100 km/h [s] | Prędkość maks. [km/h] |                    |                    |                    |
| Silniki benzynowe:    | Silniki benzynowe:      | Silniki benzynowe: | Silniki benzynowe:                | Silniki benzynowe:                       | Silniki benzynowe:            | Silniki benzynowe:    | Silniki benzynowe: | Silniki benzynowe: | Silniki benzynowe: |
| --------------------- | ----------------------- | ------------------ | --------------------------------- | ---------------------------------------- | ----------------------------- | --------------------- | ------------------ | ------------------ | ------------------ |
| 1.6                   | 1588                    | R4                 | 105                               | 143                                      | 12,8                          | 190                   |                    |                    |                    |
| 1.6                   | 1587                    | R4                 | 109                               | 145                                      | 12,5                          | 190                   |                    |                    |                    |
| 1.8                   | 1731                    | R4                 | 115                               | 165                                      | 11,2                          | 195                   |                    |                    |                    |
| 1.8                   | 1783                    | R4                 | 122                               | 170                                      | 10,4                          | 200                   |                    |                    |                    |
| 1.8i GDI              | 1834                    | R4                 | 122/125                           | 174                                      | 10,5                          | 200                   |                    |                    |                    |
| 1.9T4                 | 1855                    | R4                 | 200                               | 300                                      | 7,3                           | 235                   |                    |                    |                    |
| 2.0                   | 1948                    | R4                 | 136/140                           | 183                                      | 9,5                           | 210                   |                    |                    |                    |
| 2.0T                  | 1948                    | R4                 | 160/163/165                       | 240                                      | 8,5                           | 220                   |                    |                    |                    |
| 2.0T4                 | 1948                    | R4                 | 200                               | 300                                      | 7,3                           | 235                   |                    |                    |                    |
| Silniki wysokoprężne: |                         |                    |                                   |                                          |                               |                       |                    |                    |                    |
| 1.9 TD                | 1870                    | R4                 | 90                                | 176                                      | 13,0                          | 180                   |                    |                    |                    |
| 1.9 Di                | 1870                    | R4                 | 95                                | 190                                      | 12,5                          | 180                   |                    |                    |                    |
| 1.9 Di                | 1870                    | R4                 | 102                               | 215                                      | 12,0                          | 185                   |                    |                    |                    |
| 1.9 Di                | 1870                    | R4                 | 115                               | 265                                      | 10,5                          | 195                   |                    |                    |                    |